# Atsugewis
Els atsugewi són una tribu índia que parlen una llengua palaihnihana (tronc hoka), el nom de les quals prové d'achowa "riu". També eren anomenats pakamali. Les seves terres tradicionals són a prop Mount Shasta, específicament el drenatge del riu Pit a Burney, Hat, i Dixie Valley o Horse Creeks. Estan força relacionats amb els achomawis i consistien en dos grups (atsugé i apwaruge). Els atsugé ("gent dels pins") vivien tradicionalment a Hat Creek, i els apwaruge ("gent del ginebre") vivien a Dixie Valley. Vivien al sud dels achomawis.

## Demografia
Les estimacions per a les poblacions anteriors al contacte de la majoria dels grups nadius a Califòrnia han variat substancialment. Alfred L. Kroeber estima que el 1770 la població combinada d'achomawis i atsugewis en 3.000 individus. Una anàlisi més detallada de Fred B. Kniffen arribà a la mateixa xifra. T. R. Garth (1978:237) estimatà la població atsugewi en un màxim de 850.
Kroeber estimà la població combinada d'achumawi i atsugewi el 1910 en 1.100. La població havia baixat a 500 en 1936.

## Costums
Culturalment eren força relacionats amb els shasta. La major part de la seva regió era coberta per muntanyes àrides i deserts de lava àrida. Només la part dels estrets al llarg dels corrents era habitable.
Vivien de recollir aglans, arrels i llavors, pescaven salmons i caçaven cérvols. Comprenien diverses comunitats sense consciència de grup. Habitaven simples assentaments escampats per terres dessecades, a l'estiu en cabanes d'estopa, i a l'hivern en cabanes obliçongues i ovals de bigues i escorça cobertes de terra.
La casa de suor era usada també com a temple, com a consell i com a habitatge de les famílies importants. La seva llengua és aglutinant.
Cada grup tenia un cabdill, però actuava segons les conveniències de les famílies més importants. Fabricaven cistells, canoes de cedre i talles de pi. Llurs rituals religiosos no eren gaire complexos; en alguns grups celebraven la cerimònia del salmó i acceptaven els poders dels xamans.

## Història
El primer encontre amb els blancs no el van tenir fins a la febre d'or del 1850, i des d'aleshores foren molt delmats pels buscadors d'or de les muntanyes californianes, per l'alcohol, les malalties venèries i l'aculturació. Foren delmats per l'arribada dels blancs del general Crook el 1848 i atacats a Rogue River el 1854. Molts foren emmetzinats pels blancs a Fort Jones el 1851.
A finals del segle xix els supervivents foren internats en la reserva índia Klamath, el 1871 s'uniren a la Ghostdance i el 1921 patiren una epidèmia de verola; però el 1967 els aplicaren la política de terminació índia.
En la tardor del 1970 uns 70 indis achonawi ocuparen les terres preses pels nord-americans. Aleshores 150 policies els atacaren amb armes i gossos, i foren arrestats, malgrat les denúncies de Darryl Wilson.
La història dels achonawi, Disalani qi, ha estat traduïda al castellà per Jaime de Angulo.

## Tribus
Avui molts atsugewi són registrats en la Tribu Pit River, mentre que alguns atsugewis són membres de la ranxeria índia Susanville.